# (837) Шварцшильда
(837) Шварцшильда (нем. 837 Schwarzschilda) — небольшой астероид из группы главного пояса, имеет низкую орбиту с эксцентриситетом, вращается вокруг Солнца с периодом в 3,48 года на расстоянии 2,21–2,39 а.е. Был обнаружен 23 сентября 1916 года в Гейдельбергской обсерватории немецким астрономом Максом Вольфом.
Астероид получил свое название в честь немецкого астронома и физика Карла Шварцшильда, умершего в год открытия Вольфом астероида. Шварцшильд был профессором в Гёттингенского университета и директором Астрофизической обсерватории в Потсдаме, известен своими работами в области фотометрии, электродинамики, геометрической оптики, теории звёздных атмосфер, общей теории относительности и старой квантовой механики, учёному принадлежит точное решение уравнений Эйнштейна, предсказывающее существование чёрных дыр — решение Шварцшильда.